# Río Salmón

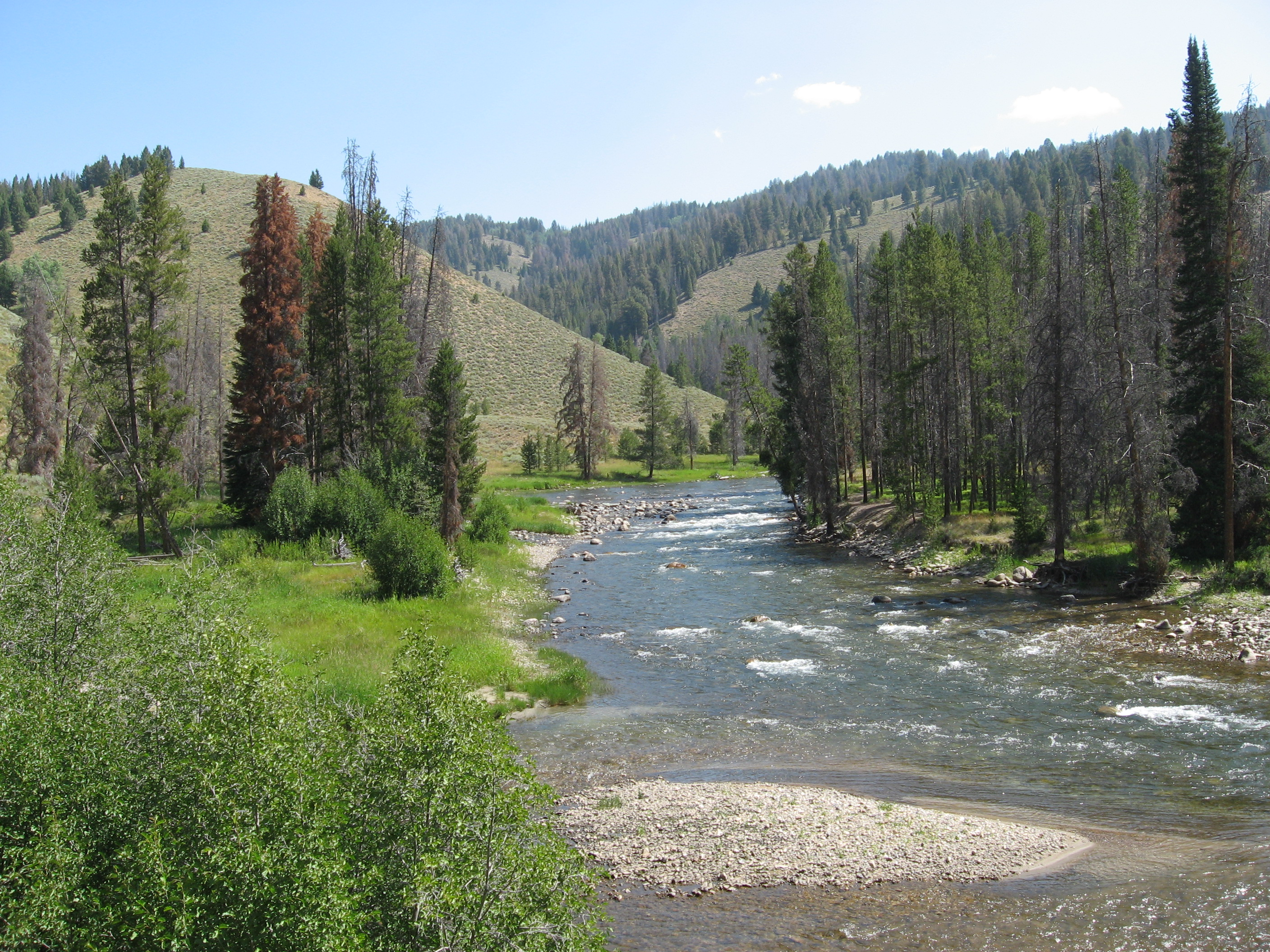
El río Salmón en la « Sawtooth National Recreation Area».

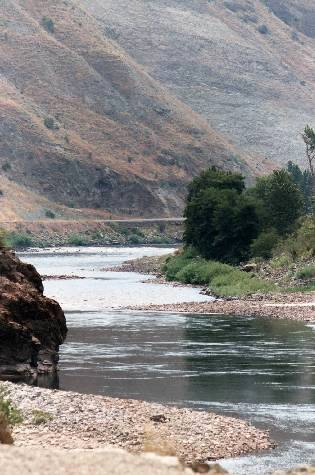
Cañón del río Salmón (2004).

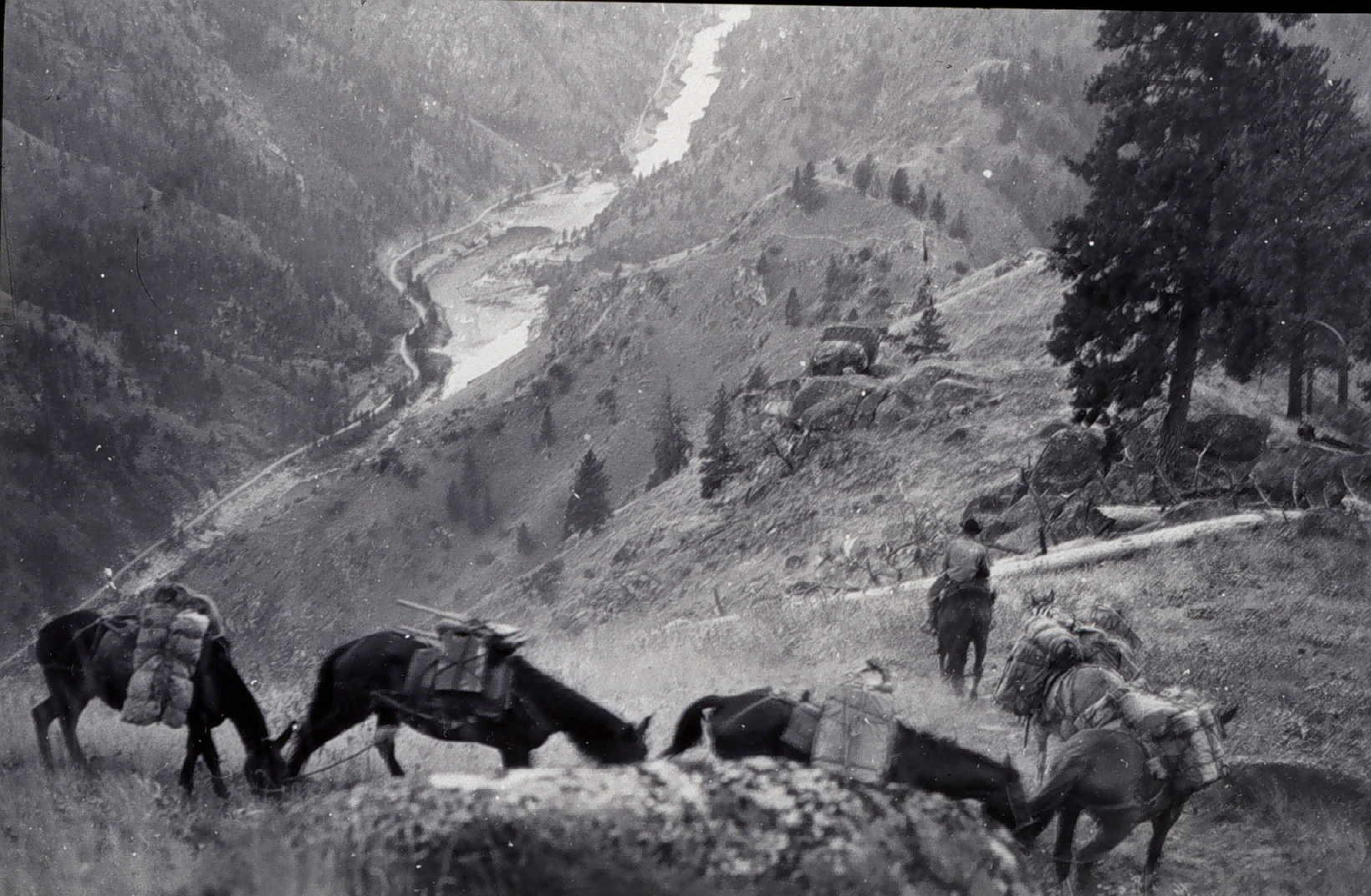
Un viaje por el cañón del río Salmón (U.S. Coast & Geodetic Survey, Oscar Risvold, 1945).

El río Salmón (del inglés: Salmon River) es un río del noroeste de Estados Unidos, localizado en Idaho. También es conocido como The River of No Return («el río sin retorno»). Discurre a lo largo de 684 km por Idaho central, drenando 36 260 km² con un desnivel de más de 2000 m entre su nacimiento en el valle Sawtooth en la Sawtooth National Recreation Area y su confluencia con el río Snake. Su caudal medio es de 313 m³/s. Es el segundo afluente más largo del río Snake, tras el río Clearwater.

## Curso
El nacimiento del río se localiza en las montañas del este y el centro de Idaho (montes Lemhi, Sawtooth, Clearwate, Bitterroot y Salmon). Al curso principal del Salmón se le unen por la izquierda los ríos Yankee Fork, Panther Creek, Salmón Medio y Pequeño Salmón y por la derecha el Salmón Este, Pahsimeroi, Lemhi y Salmón Norte antes de desembocar en el río Snake por la frontera de Oregón-Idaho, al norte de Hells Canyon, 24 km al sur de Washington y 64 km al sur de Lewiston.
Dieciséis kilómetros río abajo de su confluencia con el Salmón Medio, el río se convierte en la línea divisoria para los dos husos horarios de Idaho: tiempo de la Montaña al sur y tiempo del Pacífico al norte.
Entre las ciudades localizadas a lo largo del curso del río se encuentran Stanley, Clayton, Challis, Salmon, Riggins y White Bird.

## Historia
La zona del río Salmón ha estado habitada por seres humanos al menos los últimos 8000 años. Gran parte de la zona estaba habitada por varias tribus, incluidos los nez percé. El río es una rica fuente de alimentos para la población indígena de la zona, que se estableció allí precisamente gracias a la abundancia de especies de salmón y de otras especies silvestres.
En agosto de 1805, justo después de cruzar la Divisoria continental de las Américas, la expedición de Lewis y Clark se aventuró río abajo por el Salmón, pero se encontraron con que era demasiado duro para ser navegable. Clark escribió:

(...) Sería en justicia para el capitán Lewis que fue el primer hombre blanco en este brazo del Columbia llamarlo el río de Louis. ...El brazo oeste del río Columbia (el actual río Salmón) tiene el doble del tamaño del brazo Este (el actual río Lemhi) & por debajo de estos brazos el río es ...100 yardas (91 m) de ancho, es muy rápido & Sholey agua clara pero poca madera." "los brazos de este río son conocidos como una zona de pesca  y es muy recurrido por los nativos.
(...) I shall in justice to Capt. Lewis who was the first white man ever on this fork of the Columbia Call this Louis's river. ...The Westerly fork of the Columbia River is double the size of the Easterley fork & below those forks the river is ...100 yards wide, it is very rapid & Sholey water Clear but little timber" "the forks of this river is famous as a gig fishery and is much resorted by the Natives.

El honor no duró mucho tiempo; hacia 1810 los mapas del área se referían ya al «río de Louis» como el Salmón. Clark había pensado que el río Salmón era el río Snake, así él lo llamó «el brazo oeste del río Columbia». El río Snake retuvo el nombre alternativo de «Lewis River» o «Lewis Fork» durante más tiempo que el Salmón.
En los años 1860, depósitos de una acumulación de sedimentos minerales de oro fueron encontrados a lo largo del río y comenzó una «fiebre del oro». Los mineros vinieron al área, causando enfrentamientos con los nez percé en sus ancestrales tierras tribales. Muchas minas históricas y de hoy en día (incluidas operaciones de dragado) se pueden ver viajando a lo largo del río.

## Áreas protegidas y de recreo
Dos tramos del río (el Salmón Medio y una sección del curso principal del río Salmón) se encuentran protegidos como río salvaje y paisajístico nacional (National Wild and Scenic River). El primero de ellos, con una longitud de 201 km, fue declarado el 23 de julio de 1980; el segundo tramo, con 53 km, fue declarado el 28 de octubre de 1988. Varios bosques nacionales y la Sawtooth National Recreation Area aseguran numerosas oportunidades de recreo en la región de la cuenca del río.
En la actualidad es un destino popular para la práctica del descenso deportivo de aguas bravas y kayaking. El Salmón Medio, de 160 km de longitud, discurre a través de la llamada Frank Church-River of No Return Wilderness Area. El Salmón Sur discurre por el bosque nacional Payette (Payette National Forest ). Excursiones de uno o varios días por el río están disponibles y ofrecen hermosas vistas de fauna silvestre y paisajes. El cañón del río permite vistas magníficas de la compleja geología de la región. Los lugares de acampada a lo largo del río están disponibles y ofrecen hermosas vistas del río. El excursionismo a pie y en bicicleta de montaña es popular en el área. El Salmón Medio es conocido como un importante punto de pesca con mosca en la nación.

## Vida silvestre
El río Salmón históricamente produjo el 39 % de la trucha arcoíris y el 45 % del salmón chinook de primavera y verano de toda la cuenca del río Columbia. La cuenca del río Salmón contiene la mayor parte (hasta el 70 %) del hábitat del resto de la trucha arcoíris y salmón chinook de la cuenca del río Columbia. A pesar de la abundancia del salmón en el río, estos peces han estado disminuyendo, en gran parte debido a los efectos de cuatro embalses federales y presas en los ríos Columbia y el curso inferior del Snake.